# Proteínas estructurales

Las proteínas estructurales son aquellas que componen la cubierta que protege a los vertebrados, siendo un componente esencial del cabello, uñas, piel -en el ser humano-. En el caso de los animales, las proteínas estructurales conforman el cuero, garras. pezuñas, cuernos, picos y plumas. Representan la clase de proteína más prolífica del organismo, con respecto al resto de las proteínas existentes, como son las funcionales. 

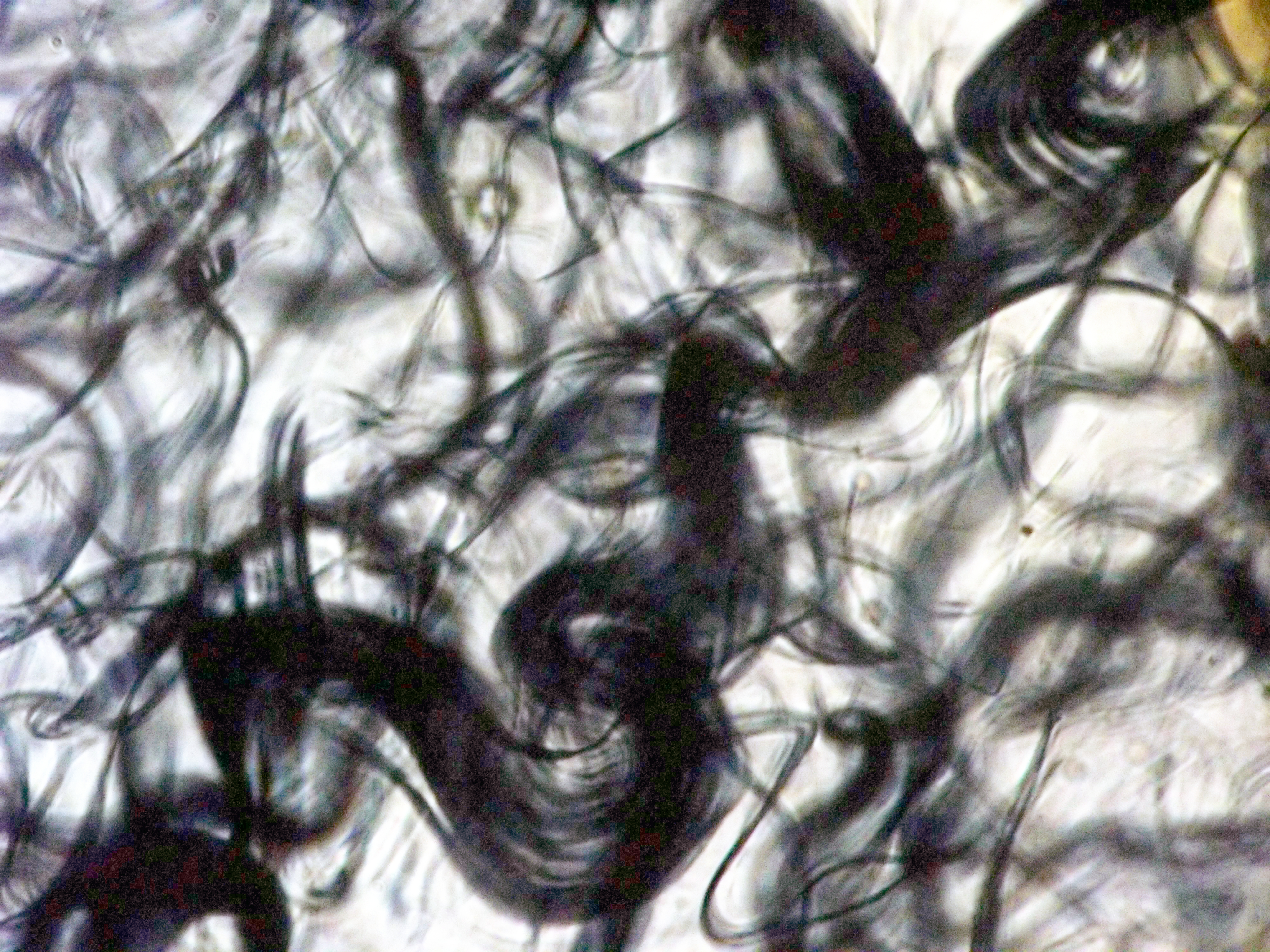
Fibras de colágeno, la proteína más abundante en los vertebrados

Este tipo de proteínas son de carácter fibroso como es el caso de la queratina, la cual figura como la proteína estructural de mayor extensión en el organismo.
El colágeno es otra clase de proteína estructural que constituye tendones y nervios, y a su vez, suministra el sostén necesario de la piel y ligamentos.
El colágeno y la elastina son proteínas de la matriz extracelular.

## Funciones estructurales específicas
- Constituir el tejido conjuntivo fibroso (colágeno).
- Conformar la queratina de la epidermis.
- Modelar el tejido conjuntivo elástico (elastina).

Además de componer y organizar tejidos, nervios y estructuras como es el caso de las uñas y el pelo, normalizan y regulan funciones vinculadas a los factores de crecimiento. Asimismo, el colágeno se agrupa en fibras cuya función estructural es recubrir y proteger órganos. También establece conexiones entre la matriz extracelular y el colágeno fibrilar oficiando de nexo para la unión entre estas moléculas.